# Зиновьев, Евгений Владимирович
Евге́ний Влади́мирович Зино́вьев (15 июня 1981) — российский футболист, полузащитник.

## Биография
В 16 лет начал карьеру в новосибирском «Чкаловце» во Второй лиге, провёл 4 игры в сезоне 1997 года. Затем перешёл в московский «Локомотив», выступал за фарм-клуб «Локо» во Втором дивизионе (58 игр, 7 голов в 1998—2000 гг.) и за дубль клуба (38 игр и 5 голов в 2001—2002 гг.), привлекался к сборам основной команды, однако в официальных матчах так за неё и не сыграл. Затем выступал в Первом дивизионе за «Волгарь-Газпром» и «Балтику» и в Высшей лиге Белоруссии за «Гомель». В 2005 году сыграл 14 матчей за дубль «Локомотива». В 2006—2016 годах выступал за «Сибирь», в составе которой провёл четыре сезона в Первом дивизионе; в сезоне 2009 года его команда стала второй в Первом дивизионе и вышла в Премьер-лигу.
Провёл три матча на чемпионате Европы 2000 (юноши до 18 лет).
В 2016 году завершил карьеру игрока.